# Ваджрайогини
Ваджрайогини (санскр. वज्रयोगिनी, IAST: Vajrayoginī), Дордже Налджорма (тиб. རྡོ་རྗེ་རྣལ་འབྱོར་མ་, Вайли rdo rje rnal ’byor ma) — йидам (санскр. "дэви") в женском юном облике в буддизме ваджраяны. 
Символизирует преобразование неведения и страстей в мудрость постижения пустоты. Является главным йидамом в школе кагью тибетского буддизма.
Изображается в красном цвете с третьим глазом посередине лба, капалой (сосудом из черепа) и кинжалом для отсечения неведения и привязанностей.
Две других формы Ваджрайогини:
- Ваджраварахи, Дордже Памо (тиб. རྡོ་རྗེ་ཕག་མོ།, Вайли rdo rje phag mo) — «Дева Алмазной Свиньи». Свинья в буддизме является символом неведения. Преобразование невежества в мудрость образно отражается в виде свиной головы, выглядывающей из-за левого уха Ваджраварахи.
- Джнянадакини (тиб. ཡེ་ཤེས་མཁའ་འགྲོ་མ, Вайли ye shes mkha’ ‘dro ma) — «Дева Наивысшей Мудрости», иконографически изображаемая «с распущенными волосами, в позе вдохновенного танца».